# NGC 2071
NGC 2071 ist ein Reflexionsnebel im Sternbild Orion, welcher in der Dunkelwolke Lynds 1630 liegt, die zum Orion-Komplex gehört. Das Objekt wurde am 1. Januar 1786 von Wilhelm Herschel entdeckt.